# Григорий VI (антипапа)
Григорий VI (лат. Gregory VI) — антипапа с 18 мая по декабрь 1012 года.

## Биография
После смерти Сергия IV партия Кресцентиев выдвинула на папский престол некоего Григория. Однако вскоре сторонники графов Тусколо, захватившие власть, выдвинули своего кандидата, Бенедикта VIII.
Григорий искал поддержки в Германии у императора Генриха II, но тот, тщательно рассмотрев церковные каноны и условия избрания антипапы, лишил его папских знаков отличия. О дальнейшей судьбе Григория ничего не известно.